# Breg (Albania)
Breg znana również jako Bregu lub Brengu – wieś położona w północnej części Albanii w gminie Rrapë. Wieś znajduje się 80 kilometrów od stolicy państwa, Tirany.

## Demografia
Według spisu ludności z 1989 roku we wsi Breg mieszkało 668 mieszkańców.